# Таймырский янтарь

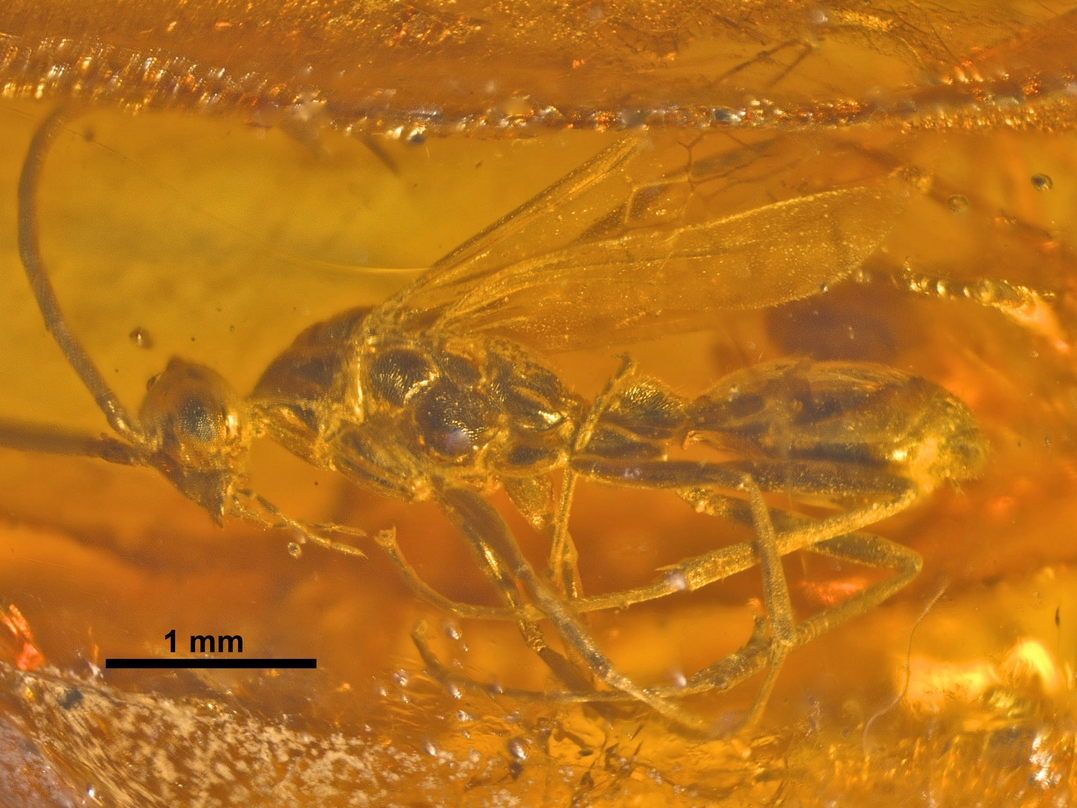
Ископаемый муравей Baikuris mandibularis Dlussky, 1987 из подсемейства Sphecomyrminae.

Таймырский янтарь — вид янтаря, обнаруживаемый на севере Красноярского края (Таймыр, Сибирь, Россия, возраст 78—115 млн).

## История изучения
Ещё в XVIII веке русские исследователи Степан Крашенинников (1711—1755), Пётр Паллас (1741—1811), Харитон Лаптев (1700—1763) начали изучение ископаемых смол Сибири, но только Александр Миддендорф (1815—1894) в 1882 году резюмировал информацию известную в то время.
Современные исследования начались только в 1970-х годах. Первая экспедиция Палеонтологического института АН СССР на Таймыр, прошедшая в 1970 году, позволила получить первые инклюзы таймырского янтаря. Дальнейшие сборы проводились в 1971, 1973, 1976 и 1977 годах в разных локалитетах Таймыра. В результате этих экспедиций были промыты многие тонны битуминозных песков и было получено более 200 кг смолы.

## Описание
Сформировался в середине мелового периода, возраст по разным данным оцениватся от сантонского до аптского веков (ярусов). Известен благодаря многочисленным находкам насекомых и других членистоногих (см. Инклюзы таймырского янтаря). Пояс месторождений таймырского янтаря тянется с запада на восток на севере Красноярского края в южной части Таймырского полуострова (Сибирь, Россия) и включает такие известные локалитеты, как Байкура (Baikura), Нижняя Агапа (Nizhnyaya Agapa), Янтардах (Yantardakh) и другие.

## Возраст
По своему возрасту таймырский янтарь сравним с бирманским и испанским янтарями (около 100 млн лет).
В результате сравнительного анализа возраста разных видов янтаря были получены следующие данные (в млн. лет):
- Доминиканский (Доминик. Респ.) — 15—40
- Мексиканский янтарь (Чьяпас) — 22—26
- Балтийский янтарь — около 40
- Hat Creek (Британская Колумбия, Канада) — 50—55
- Канадский (Альберта, Манитоба) — 70—80
- Нью-Джерсийский (США) — 65—95
- Бирманский (Мьянма) — 97—105
- Таймырский янтарь (Сибирь, Россия) — 78—115
- Испанский (Алава, San Just) — 100—115
- Шарантийский (Франция) — 100—105
- Ливанский (Ливан) — 130—135

## Фауна таймырского янтаря
См.также Инклюзы таймырского янтаря
К 2019 году в таймырском янтаре были обнаружены новые для науки 2 семейства, 2 трибы, 30 родов и 57 видов насекомых.
Среди первых описанных видов осы †Taimyrisphex pristinus Evans, 1973 и †Cretabythus sibiricus Evans, 1973, †Falsiformica cretacea Rasnitsyn, 1975, ископаемый муравей †Baikuris mandibularis Dlussky, 1987 из подсемейства Sphecomyrminae и другие.